# Silvestre Vélez de Escalante

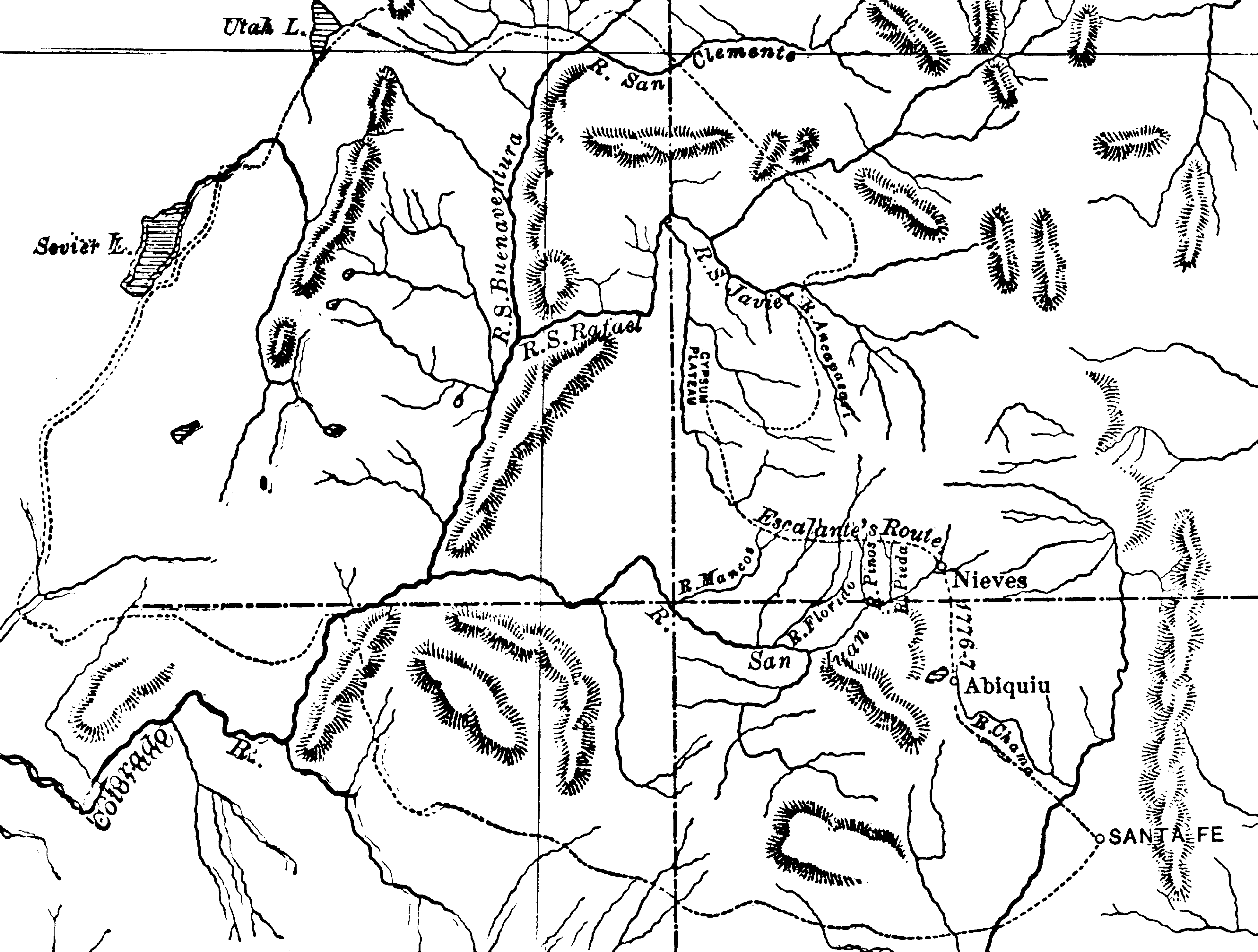
Ruta que seguí Escalante de Santa Fe al llac Utah.

Silvestre Vélez de Escalante (segles XVIII-XIX) fou un missioner franciscà. A més de la seva tasca franciscana també explorà el sud-oest dels Estats Units a finals del segle xviii. És conegut pels seus diaris, on descriu les expedicions en les quals participà. Entre elles la fallida expedició des de Santa Fe (Nou Mèxic) tractant d'arribar a Monterrey (Califòrnia); durant la qual acompanyat de Francisco Anastasio Domínguez travessaren la part meridional de l'actual Colorado, Utah –on foren els primers viatgers de raça blanca—retornant a Santa Fe a través d'Arizona per la part de l'avui Parc Nacional Zion--, vorejant la zona oriental del Gran Canyó i passant a través de zones desèrtiques a l'oest de Nou Mèxic. Aquesta excursió se la coneix amb el nom d'Expedició de Domínguez i Escalante es troben en plena ruta d'aquesta expedició i per això reberen aquest nom. El riu Escalante, la ciutat d'Escalante a Utah, el Col·legi de Primària Escalante i l'Institut Escalante al Comtat de Rio Arriba (a Nou Mèxic)